# 岩松町
岩松町（いわまつちょう）は、1955年（昭和30年）まで愛媛県北宇和郡にあった町である。昭和の合併で近隣の5か村と合併し、津島町となり自治体としての歴史は閉じたものの、地域の中心としての地位は保っていた。さらに平成の大合併で宇和島市となり現在に至っている。古くから地域一帯の中心地として栄え、獅子文六の小説「てんやわんや」のモデルとなった地。現在の宇和島市の南部に位置する。
岩松の名称自体は津島共々各所に残っている。（例）津島岩松インターチェンジ。

## 地理
現在の宇和島市の南部。岩松川河口に位置し岩松港も開け、藩政期には千石船も行き来した。周囲は山に囲まれている。岩松川の左岸に街は開かれていた。
地名の由来
南北朝時代から古文書に見られる古名。

## 歴史
藩政期
- 宇和島藩領。
- 宇和島城下から米屋惣兵衛が分家して酒屋を岩松に開き、小西家の始まり（ただし小西（湖西）を名乗ったのは三代目から）。小西家は明治初期には岩松村の土地の半分以上を所有する豪商となった。
- 1807年（文化4年）- 近家浜の塩田が小西家に払い下げられる。
- 化政年間に宇和島藩の命により小西家が岩松川の堤防工事に着手。

明治以降
- 1872年（明治5年） - 岩松学校開校。
- 1889年（明治22年） 12月15日 - 町村制・市制施行時に、高田・近家・岩松の3箇村が合併して北宇和郡津島村となる。
- 1895年（明治28年） 7月1日 - 津島村が岩松村と高近村に分割。
- 1896年（明治29年） - 南予運輸株式会社が宇和島-岩松-御荘-宿毛航路を開設（後に宇和島運輸株式会社に譲渡）。
- 1903年（明治36年） - 岩松製糸操業開始（生糸）。

岩松町成立後
- 1919年（大正8年） 10月3日 - 岩松村が町制施行、岩松町となる。
- 1919年（大正8年） - 宇和島町 - 御荘村を結ぶ自動車便が当町経由で運行開始。
- 1938年（昭和13年） 10月10日 - 高近村と新設合併し、改めて岩松町が発足。
- 1950年（昭和25年）3月21日 - 町内に昭和天皇の戦後巡幸。岩松小学校に岩松町奉迎場を設営し、昭和天皇を迎えた[1]。
- 1951年（昭和26年） - 北灘村の字玉ケ月を境界変更により編入。
- 1951年（昭和26年） - 松尾隧道開通、宇和島市との陸上交通の便が格段に改善された。
- 1955年（昭和30年） 2月11日 - 清満村・御槙村・北灘村・畑地村・下灘村との1町5村の合併で津島町となり、自治体としての歴史を閉じた。

```
岩松町の系譜
（町村制実施以前の村）　（明治期）　　　　　　　　　　　　　　　　（昭和の合併）　（平成の合併）
　　　　　　　　　　　　町村制施行時
高田　━━━━┓　　　　　　　　　明治28年7月1日　大正8年10月3日
近家　━━━━┫　　　　　　　　　津島村分裂　　　町制　　　　　　　昭和30年2月11日
岩松　━━━━┻━━━━━津島村━━┳岩松村━━━岩松町┳━┳━━┓新設合併
　　　　　　　　　　　　　　　　　　┗高近村━━━━━━┛あ┃い　┣津島町━━━━━┓
　　　　　　　　　　　　　　　　　　　　　　　　　北灘村━━┻━━┫　　　　　　　　┃
　　　　　　　　　　　　　　　　　　　　　　　　　清満村━━━━━┫　　　　　　　　┃
　　　　　　　　　　　　　　　　　　　　　　　　　御槙村━━━━━┫　　　　　　　　┃
　　　　　　　　　　　　　　　　　　　　　　　　　畑地村━━━━━┫　　　　　　　　┃新設合併
　　　　　　　　　　　　　　　　　　　　　　　　　下灘村━━━━━┛　　　　　　　　┃平成17年8月1日
　　　　　　　　　　　　　　　　　　　　　　　　　　　　　　　　　　　　　　　　　　┣宇和島市（新）
　　　　　　　　　　　　　　　　　　　　　　　　　　　　　　　　　　宇和島市━━━━┫
　　　　　　　　　　　　　　　　　　　　　　　　　　　　　　　　　　吉田町━━━━━┫
　　　　　　　　　　　　　　　　　　　　　　　　　　　　　　　　　　三間町━━━━━┛

あ - 昭和13年9月10日高近村を合併、い - 昭和26年4月1日北灘村の一部（字玉ケ月）を境界変更により岩松町に編入。
（注記）北灘村その他の合併以前の系譜はそれぞれの市町村の記事を参照のこと。

```

## 地域
明治の合併前の村である3箇村がそのまま大字となった。

## 行政
役場
大字岩松に置かれていた。

## 産業
商業
岩松港を擁し、木材や、塩など、津島郷の物資の集散地として栄えた歴史があり、商店街を形成していた。
農業
米、甘藷などを産するほか養蚕など。養蚕は当町のほか東隣の清満村で盛んに行われた。柑橘類の生産が盛んになり、主役を養蚕から取って代わるのは、津島町になってからのことである。

## 交通
当町の地域には現在に至るも鉄道は通っていない。最寄駅は宇和島駅。
宇和島からの街道が南北に貫通しているが、昭和20年代後半に松尾隧道が貫通する（現在の国道56号の旧道）までは悪路であった。
岩松港を利用しての海上輸送が盛んであり、宇和島から海岸線に沿って南下する航路も寄航していたが、後に土砂の堆積により浅くなったため近家港に機能は移っていった。

## 民俗
- とっぽ話

## 名所
- 岩松川河口　アオサノリの産地、おおうなぎ